# Sedmá generace
Sedmá generace je společensko-ekologický dvouměsíčník vycházející v Brně od roku 1991. Původně byl přímo vydáván ekologickou organizací Hnutí DUHA, počínaje rokem 2013 se z něj stala samostatná organizační jednotka Hnutí DUHA – Sedmá generace. Podle některých osobností jde o významnou popularizační a diskusní platformu v rámci českého environmentálního sektoru. Do roku 1997 vycházel pod názvem Poslední generace. Od počátku roku 2009, kdy prošel změnou vizuálu, se jeho název někdy zkracuje na 7.G.
Svým názvem se časopis symbolicky odkazuje na Velký zákon Irokézů. Jeho součástí je takzvané pravidlo sedmé generace, podle nějž musí veškeré naše jednání zohledňovat také potřeby našich potomků až sedm generací dopředu, chceme-li jako lidstvo žít na této planetě ve spokojenosti a míru.

## Obsahové vymezení
Proklamovaným cílem časopisu je kriticky a nadčasově sledovat proměny moderní společnosti, vytvářet prostor pro debatu o jejích sociálních a ekologických dopadech a přitom se snažit srozumitelnou formou zprostředkovat poznatky z přírodních, společenských i humanitních věd. 
Tematicky se toto environmentální periodikum soustředí zejména na znečištění a ochranu životního prostředí, obnovitelnou energetiku, biozemědělství, fair trade, šetrné lesnictví, alternativní ekonomiku, rozvojovou politiku, lidskoprávní tematiku či menšinovou kulturu. V poslední době věnoval téma čísla kupříkladu otázkám greenwashingu, ekopsychologie, pomalého života (tzv. downshiftingu), zelené architektury, udržitelnějších měst, ekologického pohřbívání, freeganismu, veganství, obnově krajiny nebo úbytku druhů. 
Pravidelně nabízí reportáže, seriály, rozbory spotřebitelských eko-trendů, knižní či filmové recenze. Mimoto pravidelně přináší profilový rozhovor s renomovanou osobností (z poslední doby např. Václav Bělohradský, Erazim Kohák, Bedřich Moldan, Ivan Rynda, Anna Šabatová nebo Zdeněk Vermouzek).
Sedmá generace od svých počátků klade důraz na kvalitní novinářské a dokumentární fotografie. Dříve otiskovala snímky z oblasti sociálního dokumentu od známých fotografů, jako jsou např. Jindřich Štreit, Bohdan Holomíček, Alena Dvořáková, Viktor Fischer či Ibra Ibrahimovič.
K 30. výročí časopisu vyšla v prosinci 2021 kniha 30 rozhovorů Předat dětem, co je k žití. Obsahuje rozhovory se Satishem Kumarem, Vandanou Shivou, Ivanem Dejmalem, Murraym Bookchinem, Stanislavem Grofem, Naomi Aldortovou, Ludvíkem Kuncem, Jiřinou Šiklovou nebo Zdeňkou Voštovou. 

## Autoři
Mezi autory textů patřili či patří např. Jakub Patočka, Jan Beránek, Hana Librová, Naďa Johanisová, Erazim Kohák, Mojmír Vlašín, Jan Keller, Vojtěch Kotecký, Miroslav Šuta, Lubor Kysučan, Tomáš Feřtek, Martin Škabraha, Vladimír Just, Jaromír Bláha, Miroslav Patrik či Pavel Nováček. Časopis též dlouhodobě autorsky spolupracuje s oborem Humanitní environmentalistika na brněnské Katedře environmentálních studií FSS MU a slouží jako nejčastější volba při popularizační činnosti tamních akademiků i diplomantů. Nadto jsou články ze Sedmé generace informačním zdrojem desítek závěrečných studentských prací. Členy redakční rady časopisu jsou například ekolog a politik Mojmír Vlašín, ekopedagog Aleš Máchal, filolog Lubor Kysučan, molekulární bioložka Ľubica Lacinová, novinářka Klára Kubíčková, ochranářka šelem Josefa Volfová či ekologická ekonomka Naďa Johanisová.
Po novináři Jakubu Patočkovi, filozofu Davidu Vaňkovi či religionistovi Dušanu Lužném se stal od roku 2005 šéfredaktorem Sedmé generace Vít Kouřil.